# Springkällan

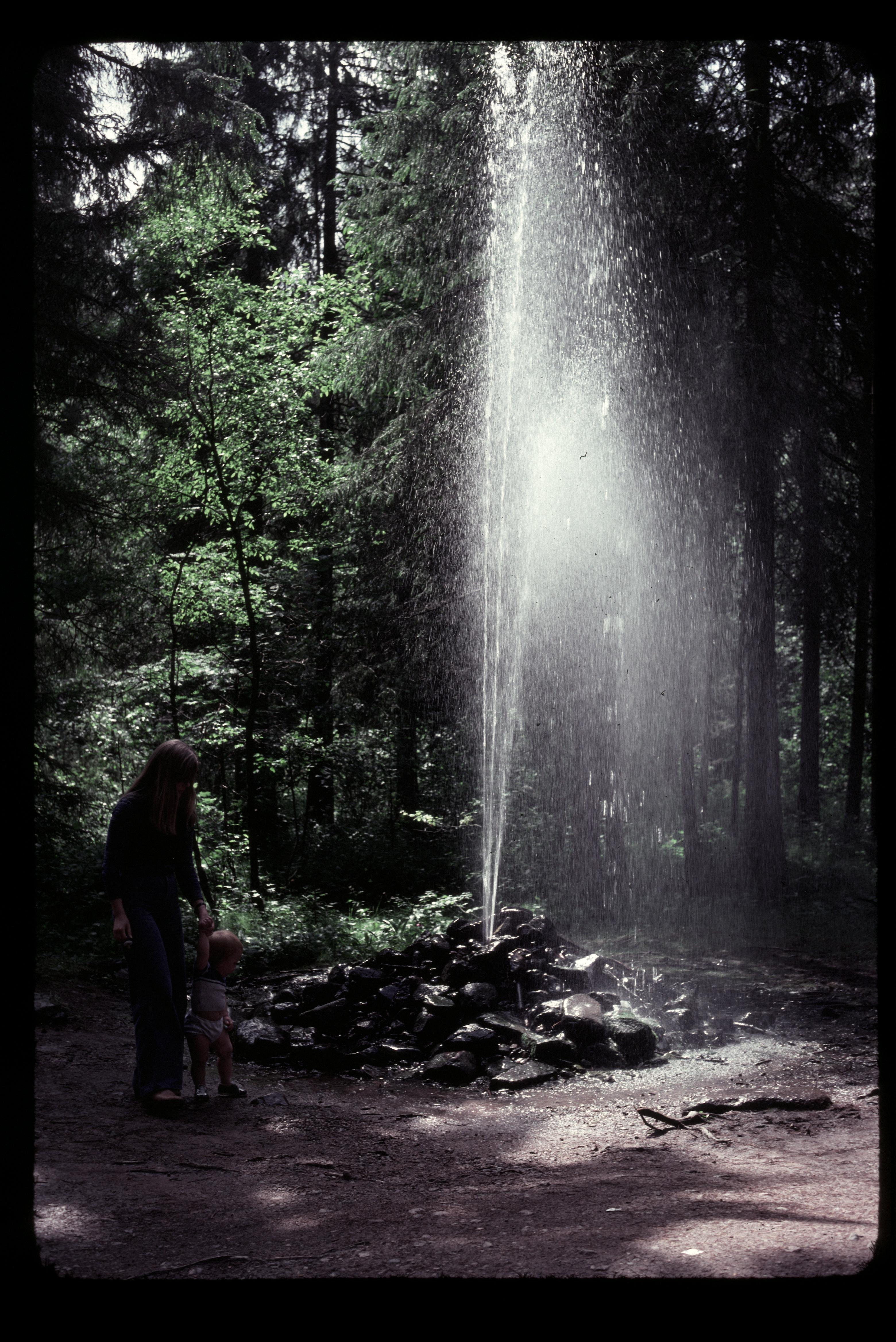
Springkällan sommaren 1977.

Springkällan är en oavsiktligt skapad artesisk vattenkälla cirka sex kilometer norr om Rättvik i Dalarna. År 1869 började Dalabolaget borra efter olja i marken. Bara små mängder olja hittades, men istället fann man en kraftig källåder med vatten. Hålet pluggades igen och därmed uppstod den kraftiga fontän som sprutar vatten fortfarande. Tidigare kallades Springkällan för vattusprånget på Gamla Heden eller Spruthålet.

Bredvid Springkällan finns ett vindskydd, bord och bänkar. 

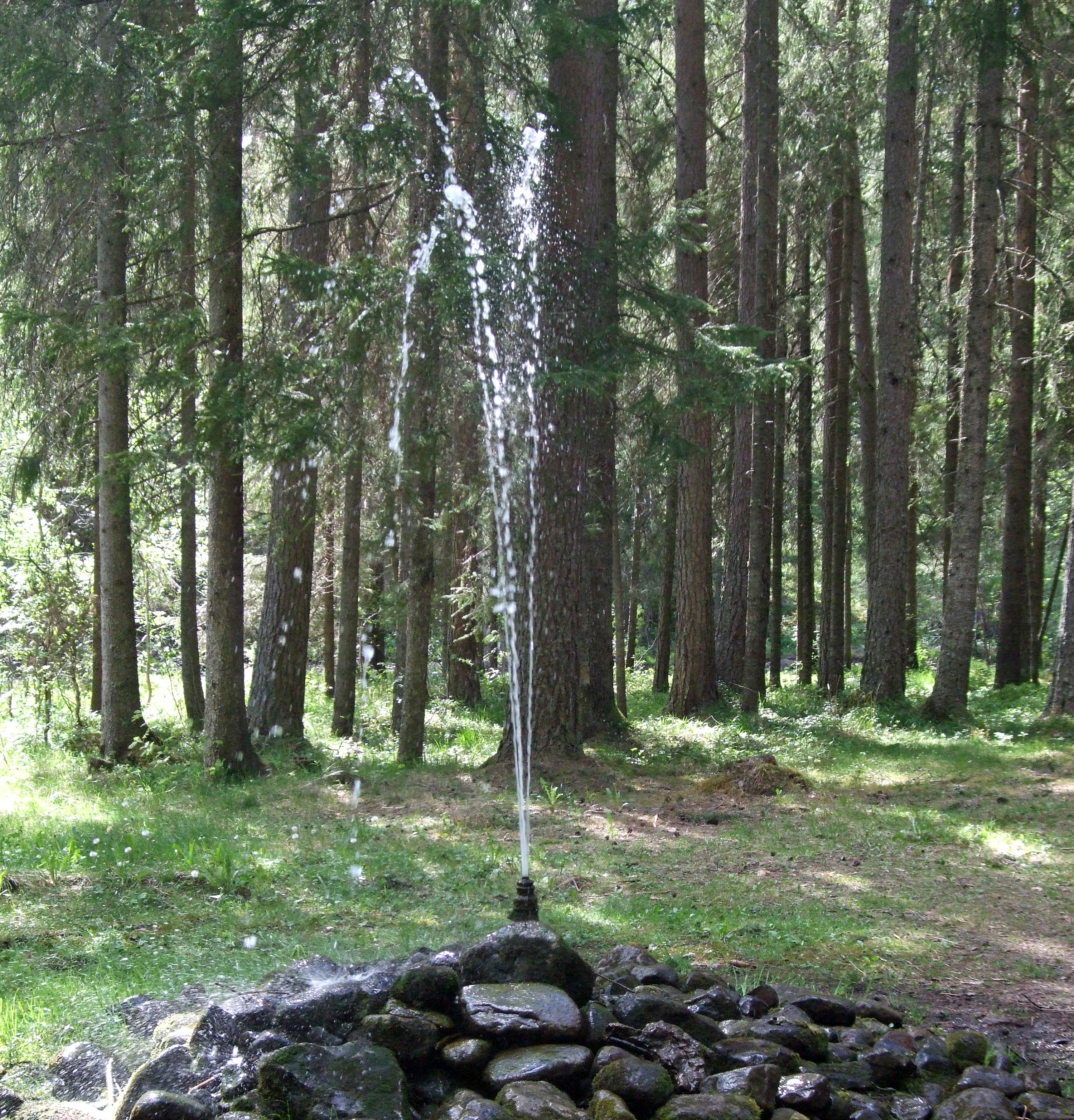
Springkällan skapar en naturlig fontän.